# Gökçeçakmak, Çarşamba
Gökçeçakmak là một xã thuộc huyện Çarşamba, tỉnh Samsun, Thổ Nhĩ Kỳ. Dân số thời điểm năm 2010 là 1.079 người.